# Noel Annan
Pour les articles homonymes, voir Annan.
Noel Gilroy Annan (25 décembre 1916 – 21 février 2000 ), baron Annan, est un officier du renseignement militaire britannique, un essayiste et un doyen d'université,. Durant sa carrière militaire, il est promu au grade de colonel et est fait chevalier de l'ordre de l'Empire britannique. Doyen de King's College (Cambridge) puis de l'University College de Londres, il est vice-chancelier de l'université de Londres et membre de la Chambre des lords.
Parmi ses publications, on trouve Leslie Stephen (biographie qui remporta le James Tait Black Memorial Prize en 1951), Our Age, décrit par le New Statesman comme une « merveilleuse anthologie de commérages de haute volée », et The Dons, parfaite illustration, selon Robert Fulford dans le National Post, du « réseau d'affinités électives qui unissait les intellectuels britanniques (les Darwin, les Huxley, les Macaulay, etc.) aux XIXe et XXe siècles ».

## Biographie
Né à Gloucester Terrace, Londres, Noel Annan fait ses études à la St Winnifred's School, Seaford, puis à la Stowe School, Buckinghamshire.
Il entre à King's College (Cambridge) en 1935, où il étudie l'histoire puis le droit. À King's, il fait partie des Cambridge Apostles, société secrète à laquelle appartenaient aussi Anthony Blunt, Guy Burgess et Michael Straight, qui deviennent des agents soviétiques (les Cinq de Cambridge).
Élève officier à partir d'octobre 1940, Noel Annan entre en janvier 1941 dans les services du renseignement et se voit affecté au MI14, un département du War Office. En 1942, il rejoint la direction générale du renseignement du cabinet de guerre, le Joint Intelligence Committee, sous les ordres de Winston Churchill, situé dans le bunker de celui-ci. En 1944, on l'envoie en mission à Paris, où il devient l'officier de liaison du renseignement militaire britannique, avant d'être l'un des responsables de la division politique de la commission de contrôle britannique en Allemagne.
Annan revient à King's College en 1946, où on l'a élu enseignant in absentia en 1944, et il y donne des cours de sciences politiques.
Au mois de juin 1950, il épouse Gabriele Ullstein. Ils ont deux filles : Lucy en 1952 et Juliet en 1955.
Annan est élu doyen de King's College en 1956. Dix ans plus tard, en 1966, il occupe le même poste à l'University College de Londres, puis, de 1978 à 1981, il est vice-chancelier de l'université de Londres. En 1965, il est créé pair à vie dans la pairie du Royaume-Uni en tant que baron Annan, ce qui lui permet de siéger à la Chambre des lords.
Administrateur du British Museum en 1963-1980, Lord Annan est ensuite administrateur de la National Gallery de Londres en 1978-1985.

## Œuvres
- (en) Leslie Stephen : His Thought and Character in Relation to His Time, Londres, MacGibbon & Kee, 1951 James Tait Black Memorial Prize
- (en) The Curious Strength of Positivism in English Political Thought, Londres, Oxford University Press, 1959
- (en) Roxburgh of Stowe : The Life of J. F. Roxburgh and His Influence in the Public Schools, Londres, Longmans, 1965
- (en) The Disintegration of an Old Culture, Oxford, Clarendon Press, 1966
- (en) How Dr Adenauer Rose Resilient from the Ruins of Germany, Londres, Institute of Germanic Studies, University of London, 1983, 22 p. (ISBN 978-0-85457-116-1)
- (en) Leslie Stephen : The Godless Victorian, Londres, Weidenfeld & Nicolson, 1984 (ISBN 978-0-297-78369-5)
- (en) Our Age : Portrait of a Generation, Londres, Weidenfeld & Nicolson, 1990 (ISBN 978-0-297-81129-9, LCCN 92135984)
- (en) Changing Enemies : The Defeat and Regeneration of Germany, Londres, HarperCollins, 1995, 265 p. (ISBN 978-0-00-255629-3)
- (en) The Dons : Mentors, Eccentrics and Geniuses, Londres, HarperCollins, 1999, 357 p. (ISBN 978-0-00-257074-9, LCCN 99046232)